# Psicoterapia ericksoniana
La psicoterapia ericksoniana o ipnosi ericksoniana è una forma di psicoterapia che deriva dal lavoro clinico di Milton H. Erickson e che basa una parte significativa della sua operatività sull'uso di specifiche tecniche ipnotiche.

## Metodologia
L'ipnosi è un metodo che viene utilizzato anche in altre psicoterapie.
L'ipnoterapia ericksoniana, o psicoterapia ericksoniana, viene definita anche "psicoterapia breve" (si deve proprio a Erickson il primo uso di questa locuzione).
Si basa su alcuni assunti teorici:
- Il paziente è un individuo unico e pertanto unico sarà l'approccio utilizzato per curare il paziente (tailoring).
- L'inconscio di ciascun individuo è pieno di risorse per risolvere i problemi del vivere quotidiano; le persone sono considerate capaci di autoguarirsi e autocorreggersi, se riescono a sfruttarle.
- Qualche individuo ha bisogno di aiuto per risolvere i propri problemi e guarire dai propri sintomi; per poterlo fare, qualche volta una persona deve prima imparare delle nuove abilità o deve orientare la propria attenzione verso nuovi modi di vedere le cose o di pensarvi.
- I sintomi ed i problemi comportamentali sono frutto di un'inadeguata relazione tra mente conscia e mente inconscia.
- L'attività psicoterapeutica dell'ericksoniano è principalmente orientata alla risoluzione dei sintomi o dei problemi comportamentali portati nel setting dal paziente.